# Gare de Corneville - Saint-Paul
La gare de Corneville - Saint-Paul est une gare ferroviaire, fermée, de la ligne d'Évreux-Embranchement à Quetteville, située sur le territoire de la commune de Pont-Audemer, dans le département de l'Eure en région Normandie.

## Situation ferroviaire
Établie à 22 mètres d'altitude, la gare de Corneville - Saint-Paul était située au point kilométrique (PK) 165,569 de la ligne d'Évreux-Embranchement à Quetteville, entre la halte de Condé-sur-Risle et la gare de Pont-Audemer. 
Elle disposait de deux voies et de deux quais.

## Histoire
La section de Glos - Montfort à Pont-Audemer a été déclarée d'intérêt public le 9 juin 1866, et a été mise en service le 23 août 1867, comprenant la gare de Corneville - Saint-Paul. La ligne fut prolongée jusqu'à Évreux en 1888. La ligne est fermée aux voyageurs le 26 septembre 1969. Le trafic marchandises perdure jusqu'en décembre 2011 entre Glos-Montfort et Quetteville, toutefois la gare de Corneville - Saint-Paul semble avoir perdu son activité plus tôt.
La section n'a jamais été déclassée, ainsi l'infrastructure ferroviaire subsiste à Corneville - Saint-Paul, bien qu'en très mauvais état.

## Patrimoine ferroviaire
Le bâtiment voyageurs d'origine est toujours présent, réaffecté, il est devenu une habitation privée.